# Соловецкое сельское поселение (Омская область)
Соловецкое се́льское поселе́ние — муниципальное образование в Нижнеомском районе Омской области Российской Федерации.
Административный центр — село Соловецкое.

## История
Статус и границы сельского поселения установлены Законом Омской области от 30 июля 2004 года № 548-ОЗ «О границах и статусе муниципальных образований Омской области».

## Население
| 2010 | 2011  | 2012 | 2013 | 2014 | 2015 | 2016 |
| ---- | ----- | ---- | ---- | ---- | ---- | ---- |
| 1028 | ↘1024 | ↘944 | ↘940 | ↗957 | ↘954 | ↘934 |
| 2017 | 2018  | 2019 | 2020 | 2021 | 2023 |      |
| ↘920 | ↘911  | ↘907 | ↘864 | ↘836 | ↗845 |      |

## Состав сельского поселения
| № | Населённый пункт | Тип населённого пункта       | Население |
| - | ---------------- | ---------------------------- | --------- |
| 1 | Локти            | деревня                      | 114       |
| 2 | Медвежья Грива   | деревня                      | 41        |
| 3 | Нижняя Омка      | деревня                      | 44        |
| 4 | Полтавка         | деревня                      | 183       |
| 5 | Слободка         | деревня                      | 114       |
| 6 | Соловецкое       | село, административный центр | 532       |